# Голошапкові
Голошапкові, Гімномітрієві (Gymnomitriaceae) — родина юнгерманієвих печіночників порядку юнгерманіальних (Jungermanniales).

## Роди
- Anomomarsupella
- Gymnomitrion
- Herzogobryum
- Marsupella
- Prasanthus